# Zkrocení zlé ženy

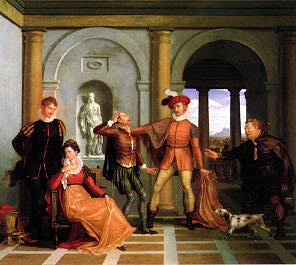
Scéna ze Zkrocení zlé ženy; Washington Allston.

Zkrocení zlé ženy (The Taming of the Shrew) je divadelní hra Williama Shakespeara, kterou napsal v letech 1590 až 1591. Hra popisuje vztahy mezi muži a ženami, a to po stránce kurtoazní (středověká platonická láska) a nebo misogynní (nenávist muže k ženám). V tomto díle Shakespeare dokonale vyjádřil city a úvahy hlavních postav. Přesto není dílo tragédií, ale komedií.

## Hlavní postavy
Bianca, dcera kupce Baptisty, která je především typická kurtoázní, romanticky zamilovaná a zasněná dívka. Uchází se o ni tři nápadníci, kterým imponuje, že je křehkou dívkou, která potřebuje jejich ochranu.
Kateřina je naprostým opakem své sestry Biancy. Je neústupná, hádavá, bez něžnosti, proti konvencím. Kateřina touží po skutečné lásce a ne jenom po milostném vzdychání.
Petruchio se umí chovat jako skutečný hulvát a nedbat zvyků tehdy ještě doznívajícího středověku, ačkoliv je poznat, že ženy pro něj nejsou pouhým prožitkem a potěšením. Své chování nijak neskrývá, naopak je dáváno okatě najevo svými hádkami s Kateřinou.
Lucentio je syn bohatého pisanského šlechtice Vincentia. Při příjezdu do Padovy se zamiluje do Biancy a přikáže svému sluhovi Traniovi, aby vystupoval za něj a ucházel se o ruku Biancy. Zatím se sám za Biancou vydává jako profesor filozofie.
Gremio je další nápadník Bianky. Posléze však vidí, že proti svému rivalovi nemá šanci, a vzdává se její ruky.

## Děj

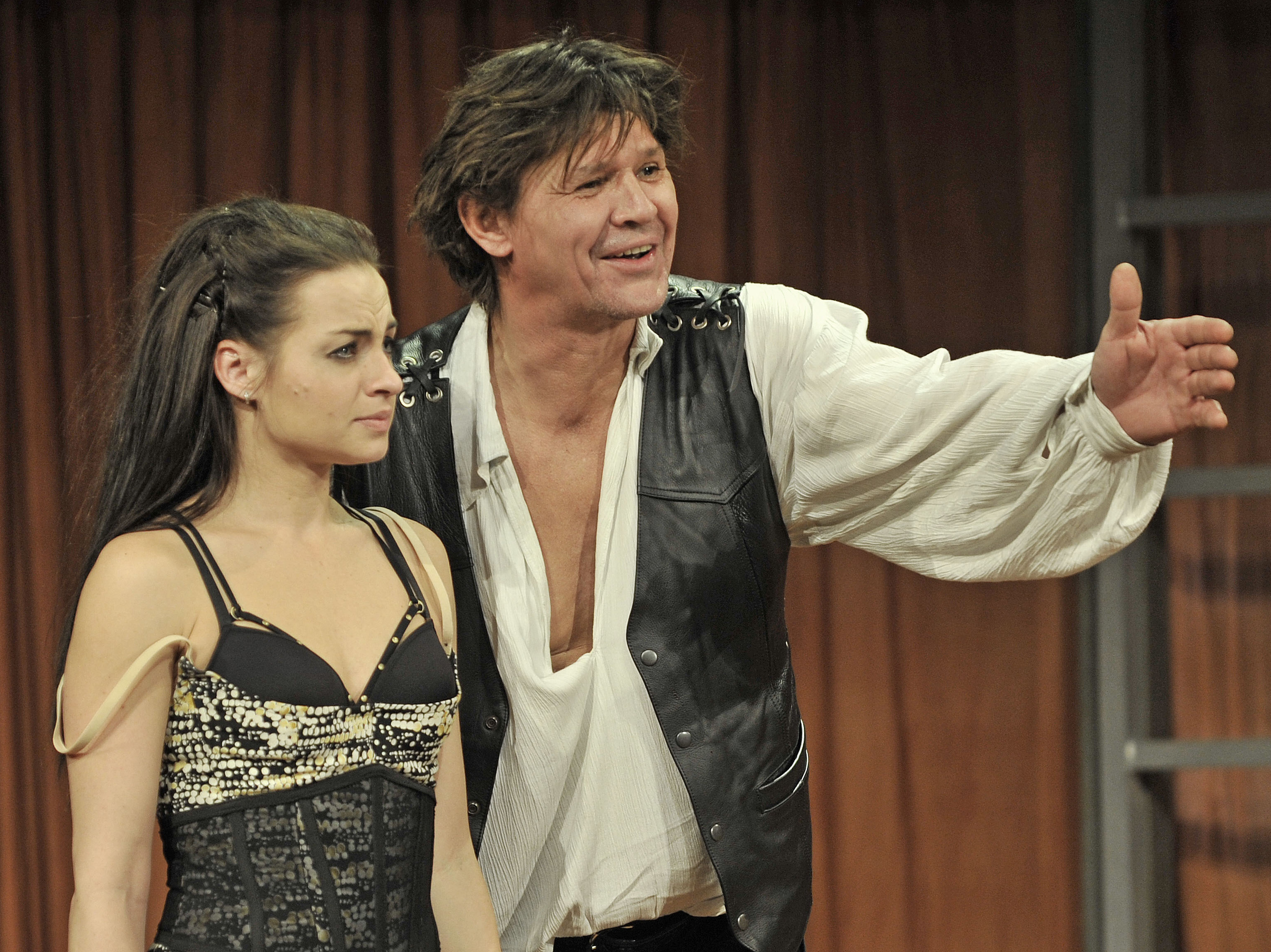
Zkrocení zlé ženy v podání Městského divadla Brno (Martin Havelka a Radka Coufalová)

Děj se odehrává v Padově, kde žije bohatý kupec Baptista Minola, který má dvě krásné dcery, Biancu a Kateřinu. Bianca je hodná, cudná a chytrá, ale Kateřina je láteřivá semetrika, které se každý obává. Protože je Kateřina starší, Baptista se rozhodne nejdříve provdat ji a pak teprve Biancu. Jinak by mu Kateřina zůstala „na ocet“ a hlavně doma.
Bianca má více nápadníků (Gremio, Hortensio a Lucentio), ale o Kateřinu nikdo nestojí, než se ve městě objeví veronský šlechtic Petruchio. Rozhodne, že si chce Kateřinu vzít za ženu a učinit z ní pokornou choť, ač se to ostatním jeví jako neuskutečnitelné. Jelikož už je starší dcera Kateřina provdána, může si Bianca vybrat ženicha, a tak se provdá za Lucenzia.
Petruchio dělá Kateřině ze života peklo, aby si uvědomila, že překračuje konvence, a Kateřina pochopí, že se musí zklidnit; nyní přichází vrchol příběhu v podobě sázky, kdy se Petruchio vsadí s Lucentiem a Hortensiem, kdo z nich má poslušnější ženu. Každý z nich po sluhovi vzkáže své ženě, že má přijít k němu. Jediná, která přijde, je Kateřina a Baptista a ostatní vidí, že Petruchio Kateřinu zkrotil. Petruchio dostane 20 000 zlatých od Baptisty za to, že z Katky udělal hodnou ženu a samozřejmě vyhrává sázku s Lucentiem a Hortensiem.

## Jazyk a styl
Autor v tomto díle využívá svého typického typu verše, kterým je tzv. blankvers (pětistopý nerýmovaný jambický verš). Používá též repliky – výstupy, které jsou stylisticky výstižné a vybroušené, expresivní (citově zabarvené) výrazy, situační komika, jazykové hříčky, komika, metafory, ironie a hlavně ve velkém množství užívá stylistických figur, jako jsou opakování slov.

## Význam a vliv díla
Dílo se dočkalo, podobně jako jiná Shakespearova díla, velkého ohlasu a popularity. Bylo značně přelomové v tom, že doposud byla láska ženy a muže zobrazována pod církevními dogmaty středověku, kdy byl galantní rytíř ochráncem křehké ženy a ona mu byla poslušnou ženou. Shakespeare však ukázal nový styl myšlení – renesance, v níž získávaly ženy více prostoru a také jim byla v literatuře přisouzena role myslících bytostí a ne jenom role poslušných žen. Byl to jakýsi počátek emancipace a feminizace.

## Brněnská divadelní verze
Od roku 2011 má tuto komedii na svém repertoáru i Městské divadlo Brno. Představení trvá 2 hodiny a 45 minut a má jednu dvacetiminutovou přestávku. Scénograf Jaroslav Milfajt tentokrát nezvolil žádnou ohromující výpravu, scéna je dosti holá. To však slouží ke svému účelu, na jevišti se totiž odehrávají různé souboje a akrobatické kousky. Samotná hra balancuje na pomezí klasické anglické komedie a komedie dell´arte. Ani kostýmy nejsou jednotné, objevuje se jak současná móda, tak různé renesanční kousky.

### Účinkující
| Zdeněk Junák       | Baptista Minola |
| Radka Coufalová    | Kateřina        |
| Evelína Kachlířová | Bianka          |
| Martin Havelka     | Petruchio       |
| Alan Novotný       | Grumio          |
| Jaroslav Matějka   | Kurt            |
| Jakub Przebinda    | Lucenzio        |
| Michal Isteník     | Tranio          |
| Jakub Uličník      | Biondello       |
| Zdeněk Bureš       | Vincenzio       |
| Tomáš Sagher       | Gremio          |
| Rastislav Gajdoš   | Hortenzio       |
| Josef Jurásek      | Starý pán       |
| Eva Gorčicová      | Vdova           |

## Filmové adaptace
- 1929 Zkrocení zlé ženy (The Taming of the Shrew) Americký film. Režie: Režie: Sam Taylor, hrají: Mary Pickford, Douglas Fairbanks st.
- 1967 Zkrocení zlé ženy (The Taming of the Shrew) Italský film. Režie: Franco Zeffirelli, hrají: Elizabeth Taylor, Richard Burton, Cyril Cusack, Michael York.
- 1999 Deset důvodů, proč tě nenávidím (10 Things I Hate About You) Americký film, příběh je zasazen na americkou střední školu, film je jen lehce inspirován Shakespearovým dílem. Režie: Gil Junger, hrají: Heath Ledger, Julia Stiles, Joseph Gordon-Levitt.
- 2005 Zkrocení zlé ženy (The Taming of the Shrew) Anglický TV film, příběh je zasazen do moderní doby. Režie: David Richards, hrají: Shirley Henderson, Rufus Sewell.

## Rozhlasové realizace
- 2000 Zkrocení zlé ženy. překlad Martin Hilský, rozhlasová úprava a dramaturgie Jana Paterová, hudba Miki Jelínek, režie Markéta Jahodová. Osoby a obsazení: Baptista Milola, bohatý měšťan z Padovy (Viktor Preiss), Vincentio, bohatý měšťan z Pisy (Karel Pospíšil), Petruchio, veronský šlechtic (Otakar Brousek mladší), Gremio, Biančin nápadník (Ladislav Frej), Hortensio, Biančin nápadník (Martin Zahálka), Tranio, sluha Lucentia (David Novotný), Biondello, Lucentiův sluha (Ota Jirák), Grumio, sluha Petruchia (Ladislav Mrkvička), Curzio, sluha Petruchia (Antonín Molčík), Nathan, sloužící Petruchia (Radim Vašinka), Filip, sloužící Petruchia (Matěj Dadák), Josef, sloužící Petruchia (Jindřich Hinke), Starý pán (Rudolf Pellar), Kateřina (Barbora Hrzánová), Bianca (Andrea Elsnerová), Lucentio, Vincentiův syn (Tomáš Petřík), Vdova (Vlasta Žehrová), Krejčí (Stanislav Zindulka), Kloboučník (Miloš Rozhoň) a sluha Baptisty (Tomáš Racek).[2]

## Opera
Zkrocení zlé ženy je název opery V. J. Šebalina, na libreto A. A. Gozenpuda podle Shakespeara. Poprvé byla opera uvedena roku 1955 v Moskvě v koncertantním provedení s klavírem. První uvedení na scéně proběhla v roce 1957 v Kujbyševském divadle opery a baletu.